# Пастушеские племена
Пастушеские племена, скотоводческие племена — собирательное название хозяйственно-культурного типа сообществ, в которых переход от присваивающего хозяйства (охотники-собиратели) к производящему достиг уровня одомашнивания среднего, а затем и более и крупного скота. Определитель «пастушеский» может отсылать к более раннему этапу, на котором были одомашнены овцы и другие животные, требующие пастбищ и пастухов. Определитель «скотоводческий» шире и относится к позднейшему этапу, на котором человек одомашнил вьючных, тягловых и других животных, приспосабливая их к стойловому содержанию.
Этой стадии прогресса предшествует возникновение земледелия на основе доместикации («одомашнивания») зерновых культур. Вместе с тем, выделение скотоводства в самостоятельную производящую отрасль — первое в ряду трёх крупнейших разделений труда, за которым исторически следуют (2) отделение ремесла от земледелия и (3) обособление торговли от производства. В дальнейшем, в зависимости от природных условий и от уровня развития производительных сил, сельское хозяйство принимает различные локальные формы сочетания земледелия и животноводства. По ходу становления государственности, племена либо переходят к оседлому образу жизни, либо трансформируются в кочевые народы.
В эпоху промышленной революции этнографы (А. Фергюсон, Л. Морган) присвоили соответствующим племенам градации «дикости» и «варварства», противопоставляя их «цивилизации» как третьей, высшей стадии социальной эволюции. В новейших теориях термины Фергюсона — Моргана, уничижительно характеризовавшие многие неевропейские народы, были заменены более политкорректной номенклатурой. В исследованиях современных этносов экономический уклад, при котором общины добывают средства к существованию, используя прирученных животных и кочуя в поисках лучших пастбищ, иногда называется пасторализм.

## Предпосылки
Выделение скотоводства в самостоятельную производящую отрасль первобытного хозяйства предполагает наличие ряда объективных (физико-географических, климатических) и субъективных (хозяйственных, организационных предпосылок). В зависимости от их сочетания в конкретных регионах формируются особые региональные разновидности пастушеских (скотоводческих) племён.
Природные условия предопределяют тип одомашниваемых животных в зависимости от условий их откорма.
По известным на сегодня данным, первыми были одомашнены овцы (Ovis orientalis aries, Юго-западная Азия, между 11 и 9 тыс. до н. э.). Благодаря густой шерсти эти животные (особенно в массе стада) жизнестойки при отрицательных температурах и не требуют специальных построек для организации их зимовки. Вместе с тем, овцеводство требует обширных пастбищ, в пределах которых пастухи принудительно перегоняют овец с одного места выпаса на другое. Само название типа «пастушеский» предполагает племена, специализирующиеся на разведении овец или другого вида травоядных животных, в котором пастух (чабан) выступает как основной тип рабочей силы.
Одновременно, либо следующими по сроку давности приручения, а затем одомашнения являются свиньи (Sus scrofa domestica, Ближний Восток, Китай, 10—9 тыс. до н. э.).
| Вид                                    | Период                       | Регион                                 |
| -------------------------------------- | ---------------------------- | -------------------------------------- |
| Собака (Canis lupus familiaris)        | до 33 000 лет до н. э.       | Евразия                                |
| Домашняя овца (Ovis orientalis aries)  | между 11 000 и 9000 до н. э. | Юго-западная Азия                      |
| Домашняя свинья (Sus scrofa domestica) | между 10 000 и 9000 до н. э. | Ближний Восток, Китай                  |
| Коза домашняя (Capra aegagrus hircus)  | 8000 до н. э.                | Иран                                   |
| Корова (Bos primigenius taurus)        | 8000 до н. э.                | Индия, Ближний Восток, Северная Африка |
| Кошка (Felis catus)                    | 7500 до н. э.                | Кипр и Ближний Восток                  |

## Углубление разделения труда внутри племён

### Ремесло
В последовательности трёх крупнейших ступеней общественного разделения труда, на втором этапе ремесло обособляется от земледелия и скотоводства, уже разделившихся на предыдущей ступени. Задавая общую логику этого прогресса производительных сил, данная схема, однако, не отрицает существование ремесла, как разновидности труда, технически разделённого внутри первичных экономических ячеек доземледельческих общин. На самом деле прообразы ремесла как рода производительной деятельности присутствуют в хозяйственной жизни гоминидов с того момента, когда, приступив к изготовлению орудий труда, они делают первый шаг через рубеж, отделяющий первобытное человеческое стадо от стада человекообразных обезьян.
В жизни доземледельческих общин ремесло присутствует в виде вспомогательного производства, которое может обслуживать и «собирательскую», и «охотничью» компоненты общего процесса добычи жизненных средств. Мотыга и палочно-мотыжная техника, каменная зернотёрка широко распространены с позднего палеолита. В мезолите, на стадии собирательства, появляются жатвенные ножи — предшественники серпов. Позже появляются отшлифованные топоры — инструмент, пригодный для подсечно-огневого земледелия. Оружие для охотников, тара для сборщиков даров природы, выскребание шкур и их сшивание иглами и нитями собственного изготовления — всё это члены семьи изготавливают сообща. Если по месту проживания племени возможно одновременно заниматься и земледелием, и животноводством, то первичная специализация сородичей по направлениям также начинается внутри семей. Такое разделение может закладывать предпосылки становления отношений личной собственности по поводу орудий, которые каждый «специализировавшийся» член семьи изготавливает уже под конкретный вид труда, которым он занят. Этот же процесс создаёт стимулы для территориального размежевания пахарей и пастырей.
Примечательно, что в «Плодородном полумесяце» гончарное дело возникает на несколько тысячелетий позже, чем разделение племён на пастушеские и земледельческие: эпоха докерамического неолита завершается здесь только в 5500 году до н. э., тогда как посудные черепки из Японии датируются 10500 годом до н. э., а с Дальнего Востока даже 14 тыс. радиоуглеродных лет назад.

### Обмен
В гипотетических схемах обмена между неолитическими племенами, находящимися на стадии разделения животноводства и хлебопашества, объектами их мены является сельскохозяйственная продукция, оказывающаяся у них в излишке соответственно их специализации. В этой же парадигме трёх крупнейших ступеней разделения общественного труда ремесло, как самостоятельный источник благ, производимых в излишке, специально на обмен, появляется лишь на более поздних стадиях уже сложившегося классового общества, производительные силы которого уже готовы «поддержать» выделение в совокупной рабочей силе сословия ремесленников, связанных с городом как новым феноменом организации социальной и хозяйственной жизни.
Не отвергая эту схему, как принцип, современные методы анализа в археологии позволили уточнить: уже на самых ранних стадиях в обмене участвовали не только предметы потребления, но и некоторые виды средств производства, например обсидиан. Это вулканическое стекло обеспечивает гигантский рост производительности и качества труда в процессах, предполагающих разрезание, строгание и другие действия, результат которых зависит от остроты и «прецизионности» инструмента. Выяснилось, что для некоторых артефактов из обсидиана путь от места заготовки до конечного употребления мог достигать несколько сот километров, то есть камень мог по нескольку раз переходить от одного племени другому в порядке мены. Ряд учёных полагает, что обсидиан едва ли не «самый первый объект мировой торговли, который можно достоверно признать и охарактеризовать в этом качестве».

### Концентрация населения
Потребность сообществ охотников-собирателей в жизненном пространстве оценивается в 5,6 км² на семью из 10 человек. Развитие земледелия и скотоводства создало предпосылки ускорения демографического роста. Вместе с тем, новейшие археологические данные показывают, что прогресс был не во всём безусловен. Диета пастушеских племён была менее сбалансированной, чем у охотников-собирателей; сельскохозяйственный труд требовал больших трудозатрат для самообеспечения (рабочая неделя охотников-собирателей составляла около 20 часов в неделю). Как результат, средний рост людей, составлявший в доземледельческим неолите 5’10" (178 см) для мужчин и 5’6" (168 см) для женщин, снизился за несколько тысяч лет до 5’5" (165 см) и 5’1" (155 см) соответственно, и вернулся к прежним величинам только в последние 100 лет. После неолитической революции люди стали больше страдать анемией и недостатком витаминов; участились деформации позвоночника и болезни зубов.
Вместе с тем, ряд находок последних десятилетий показали, что уже в 7-10 тысячелетии до н. э. достижения первых скотоводческих племён были более значительными, чем представлялось в 19 веке составителям хронологических схем генезиса производительных сил. Так, ещё на первом этапе развития поселения Чайоню (7250 — 6600 лет до н. э.; предположительно — место, где впервые одомашнили свиней) дома из необожжённой глины ставились на каменные фундаменты. Во второй фазе это уже каменные дома строго прямоугольной формы с полами, покрытыми ровным слоем из известковой обмазки, и окрашенными в оранжево-жёлтый цвет. В одном из домов пол был выложен мозаикой из цветных камешков.
Не менее впечатляющими оказались раскопки поселения Чатал-Гуюк (7400 г. до н. э. — 5600 г. до н. э.). Предположительно, участие в цепочках мены обсидианом было важнейшим источником, поддерживавшим существование этого значительного по своим масштабам поселения. Балки из сосны и можжевельника, использовавшиеся жителями в своих домах, также проделывали долгий путь — они, возможно, были привезены с Таврских гор. Кремень поставлялся из Сирии. Обнаружены раковины моллюсков из Средиземного и Красного моря.

## Историческая роль в становлении хозяйства

Карта Плодородного полумесяца

Возникновение земледелия и «специализация» некоторых племён на животноводстве явились центральными событиями неолитической революции — перехода от присваивающего хозяйства к производящему. Среди 7-8 регионов мира, в которых эти процессы происходили независимо друг от друга, раньше всех (не позднее, чем 10 тыс. лет назад) этим был затронут Ближний Восток. По одной из теорий («холмистых склонов») одомашнивание началось на холмистых склонах гор Тавра (современная Турция) и Загроса в (современный Иран). Горные пастбища — уникальный тип рельефа, позволяющий человеку удерживать под своим контролем значительные стада, не опасаясь их угона или безвозвратного бегства с места выпаса. Со своей стороны, удержание является одним из конституирующих для категории владения, как высшего правомочия в триаде отношений собственности. Таким образом, в систему отношений членов племени по поводу производства и потребления благ встраивается новый тип — частная собственность, противополагающий себя общественной собственности, на основе которой изначально выстраивается первобытно-общинная экономика.
Предгорья Тавра и Загроса принадлежат той части «Плодородного полумесяца», где благодаря благоприятным изменениям климата около 10 тыс. лет назад сложились условия повышения прироста массы растений (и как следствие фауны) на единицу площади. Выросла численность фауны на горных лугах; продуктивнее стали и опыты с земледелием в сообществах, которые уже покинули пещеры, но чей демографический рост прежде сдерживался недостатком питания и суровостью климата. Теперь же, чем дальше одна часть прежде единого племени уходила в горы, и чем дальше вглубь равнины расселялись их прежние соплеменники, наращивая «пахотную» площадь, тем больше излишков произведённого стало оставаться у тех и у других. Их обмен стимулировал кумулятивный рост на обеих сторонах: шкуры усиливали климатическую резистентность жителей равнин; их корзины и другая ремесленная продукция помогала хозяйственному освоению отдалённых пастбищ, а комбинированная мясо-растительная диета благотворно сказывалась на физическом потенциале людей в обеих группах племён, потерявших родственные связи, но отныне связанных экономическими отношениями обмена.

Пастушеские племена выделились из остальной массы варваров — это было первое крупное общественное разделение труда. Пастушеские племена производили не только больше, чем остальные варвары, но и производимые ими средства к жизни были другие. Они имели, сравнительно с теми, не только молоко, молочные продукты и мясо в гораздо больших количествах, но также шкуры, шерсть, козий пух и всё возраставшее с увеличением массы сырья количество пряжи и тканей. Это впервые сделало возможным регулярный обмен— Энгельс, Ф. Происхождение семьи, частной собственности и государства. Соч., 2-е изд., т. 21, с. 160
Эту концепцию становления товарообмена с участием пастушеских племён разделял, в том числе, и крупный советский учёный Л. Н. Гумилёв, развивая вышеприведённые мысли применительно к истории гуннов в своей одноимённой монографии («История народа хунну»).

## Разновидности скотоводческих этносов
Разделение труда, лежащее в основе «специализации» первобытных племён как земледельческих и скотоводческих, укрепляя их экономическую базу, влечёт за собой значительные социальные последствия. Прибавочный продукт — излишек, который накапливается в племенах по завершении товарообмена, способствует возникновению имущественного неравенства с последующим классовым расслоением.
В зависимости от природных условий у скотоводов формируются различные подтипы хозяйствования.
- Ручные земледельцы и скотоводы горной зоны. Этот тип характеризуется выращиванием более холодоустойчивых культур (ячмень, ямс, гречиха и др.) Наличие хвойных лесов приводит к возникновению жилищ из дерева и камня. Важное значение имеет выращивание домашнего скота. К данной подгруппе относят народы Дагестана, Тибета, таджики, припамирские таджики, пиренейские баски[1].
- Скотоводы-кочевники степей и полупустынь. Большинство источников питания, орудий труда, временные жилища кочевые народы получают от скота — мясо, молоко, кожу и др. Наиболее распространен этот тип производства был в Евразии — Передняя Азия (арабы бедуины, туареги), тюркские народы, монголы и др.[1]
- Высокогорные скотоводы-кочевники. Ярким представителем этого типа являются тибетцы, разводящие яков, сарлыков[1].
- Оленеводы тундры — чукчи, коряки, нганасаны и другие народы Севера, в отличие от охотников-оленеводов, употребляют мясо оленя в пищу, используют его шкуры для изготовления одежды и т. д. Богатое пастбищами пространство тундры способствует развитию этого подвида животноводства.
- Охотники-оленеводы тайги — эвенки, эвены. Эти древние охотники тайги заимствовали у оленеводов тундры оленей, как транспортное средство, позволившее им значительно расширить район кочевания. Однако в пищу мясо оленей они не используют[1].

## Отражение в библеистике
- В библейском повествовании о начальных моментах первобытной истории человечества после изгнания Адама и Евы из рая (Быт. 1:4-11:32) разделение труда на земледелие и скотоводство предполагается уже состоявшимся внутри семьи Адама, между его сыновьями Каином и Авелем:

И был Авель пастырь овец, а Каин был земледелец.Быт. 4:2